# Le Toûno
Le Toûno är en bergstopp i Schweiz.   Den ligger i distriktet Sierre och kantonen Valais, i den södra delen av landet, 80 km söder om huvudstaden Bern. Toppen på Le Toûno är 3 018 meter över havet, eller 137 meter över den omgivande terrängen. Bredden vid basen är 0,52 km.
Terrängen runt Le Toûno är huvudsakligen bergig, men den allra närmaste omgivningen är kuperad. Närmaste större samhälle är Sierre, 12,8 km nordväst om Le Toûno. 
Trakten runt Le Toûno består i huvudsak av gräsmarker. Runt Le Toûno är det glesbefolkat, med 8 invånare per kvadratkilometer.